# Geschlossener Fund
Geschlossener Fund, Fundkomplex und vergesellschafteter Fund sind Fachbegriffe der Archäologie oder Ur- und Frühgeschichte für Funde in ungestörter, gemeinsamer Lage.

## Begriffspräzisierung
Eine erste wichtige Definition für den geschlossenen Fund stammt von Oscar Montelius (Die Methode, 1903, S. 3):

„Ein sicherer [geschlossener] Fund … kann als Summe von denjenigen Gegenständen bezeichnet werden, welche unter solchen Verhältnissen gefunden worden sind, dass sie als ganz gleichzeitig niedergelegt betrachtet werden müssen.“

Unter stratigraphischen Aspekten ist ein geschlossener Fund eine Fundschicht bzw. ein Stratum. Entscheidend ist, dass alle darin enthaltenen Funde gleichzeitig niedergelegt wurden, ganz gleich wann sie produziert und wie lange sie genutzt wurden.
Im Gegensatz zum geschlossenen Fund stehen Fundkomplexe aus mehrschichtigen Bereichen, etwa aus Siedlungsgrabungen. Diese können nicht als geschlossen betrachtet werden, da sie aus mehreren Straten stammen und zu unterschiedlichen Zeitpunkten in die Erde gelangt sind (z. B. der Fundkomplex von Pompeji).

## Methoden
Grundlegend für die Erarbeitung einer relativen Chronologie ist, dass Objekte aus geschlossenen Funden weitgehend gleichzeitig sind. Aus der Zusammenschau vieler geschlossener Funde in Fundkomplexen, mehreren verwandten Fundkomplexen und den darin vorkommenden Vergesellschaftungen lässt sich ableiten, welche Objekte regelhaft miteinander kombiniert vorkommen, d. h. regelhaft gleichzeitig sind.
Von Vergesellschaftung spricht man, wenn innerhalb eines geschlossenen Fundkomplexes Artefakte unterschiedlicher Gattung bzw. der gleichen Gattung, aber von unterschiedlichen Kulturen oder Regionen angetroffen werden. Ein Beispiel sind Funde innerhalb eines Stratums oder eines Grabes.
Eine Vergesellschaftung von Funden kann von großer Bedeutung sein, wenn z. B. datierbare mit bislang nicht datierbaren Artefakten zusammen gefunden werden. Dadurch kann für die zeitlich nicht bestimmten Objekte ein Datum gewonnen werden, unter Umständen sogar der ganze Fundkomplex datiert werden. Vergesellschaftete Gegenstände, die in unterschiedlichen Regionen hergestellt wurden, bezeugen auch Handelsbeziehungen.

## Beispiele
Beispiele sind Gräber mit ihren Grabbeigaben, Depotfunde oder rasch verfüllte Gruben in Siedlungen. Auch Katastrophen können zu geschlossenen Funden führen, etwa Schiffswracks. Ebenfalls zu geschlossenen Funden zählen Funde aus Fehlböden oder Gebäudehohlräumen.
Fundkomplexe, die durch Aneinanderreihung und Überschneidung gleicher bzw. sehr ähnlicher Objekte aus geschlossenen Funden eine relative Chronologie ermöglichen, sind etwa Gräberfelder, aber auch Hortfunde aus einem regionalen Großraum.  
Die Methode der in Beziehungsetzung von geschlossenen Funden kann auch für die Ruinenschichten einer Stadt (Eventstratigraphie: Geschichte einer Siedlung), dieselben Bauformen in einem Landstrich (Hinweise auf eine geschlossene Kultur) oder Wrackhäufungen an einem bestimmten Riff (mutmaßliche gemeinsame Reisewege) angewandt werden. 